# Canon de la culture danoise
Le Canon de la culture danoise (danois : Kulturkanonen) consiste en 108 œuvres d'exception censées représenter le cœur de la culture danoise.
Elles sont réparties en huit catégories : architecture, arts plastiques, design, cinématographie, littérature, musique, spectacle vivant, et culture enfantine. Sur l'initiative du Ministre de la Culture Brian Mikkelsen en 2004, il fut mis au point par une série de comités sous les auspices du ministère de la Culture entre 2006 et 2007 comme « une collection et présentation des plus grands et plus importantes pièces de l'héritage culturel du Danemark ». Chaque catégorie contient douze œuvres (quoique celle consacrée à la musique contienne en outre douze œuvres de musique populaire, et que le dernier ouvrage de la section littéraire soit une anthologie de vingt-quatre autres œuvres),.

## Architecture
Le comité pour l'architecture a dû choisir douze travaux couvrant à la fois bâtiments et paysages. Ces travaux pouvaient être ou bien au Danemark ou à l'étranger mais dessinés par des architectes danois. Le comité était présidé par Lone Wiggers, et composé de Carsten Juel-Christiansen, Malene Hauxner, Lars Juel Thiis et Kent Martinussen.
| Bâtiment                                            | Lieu                        | Date de création                                         | Architecte                                                      | Illustration            |
| --------------------------------------------------- | --------------------------- | -------------------------------------------------------- | --------------------------------------------------------------- | ----------------------- |
| Église de Hover                                     | près de Ringkøbing, Jutland | XIIe siècle                                              | Inconnu                                                         | Hover kirke             |
| Château de Glorup                                   | près de Nyborg, Fionie      | XIIe siècle reconstruit 1742–1743 1762–1765 et 1773–1775 | Philip de Lange, Christian Joseph Zuber et Nicolas-Henri Jardin | Glorup herregård        |
| Frederiksstaden                                     | Copenhague                  | 1749–1771                                                | Nicolai Eigtved                                                 | Amalienborg             |
| Cathédrale Notre-Dame                               | Copenhague                  | 1811–1829                                                | C.F. Hansen                                                     | Vor Frue kirke          |
| Dyrehaven                                           | Klampenborg, Seeland        | 1846                                                     | Rudolph Rothe                                                   | Vesthus                 |
| Brumleby                                            | Østerbro, Copenhague        | 1854–1856                                                | Michael Gottlieb Bindesbøll et Vilhelm Klein (da)               | Lægeforeningens boliger |
| Cimetière de Mariebjerg (da)                        | Gentofte, Seeland           | 1925–1935                                                | G.N. Brandt                                                     | Mariebjerg kirkegård    |
| Université d'Aarhus                                 | Århus                       | 1931                                                     | Kay Fisker, C.F. Møller, Povl Stegmann et C.Th. Sørensen        | Aarhus Universitet      |
| Hôtel de ville d'Aarhus                             | Århus                       | 1937–1942                                                | Arne Jacobsen et Erik Møller                                    | Århus Rådhus            |
| Fingerplanen (plan d'urbanisation en forme de main) | Copenhague                  | 1947                                                     | Peter Bredsdorff                                                | Fingerplanen            |
| Sydney Opera House                                  | Sydney                      | 1957–1973                                                | Jørn Utzon                                                      | Sydney Opera House      |
| Liaison du Grand Belt                               | Seeland et Funen            | 1991–1998                                                | Dissing+Weitling                                                | Storebæltsbroen         |

## Arts plastiques
Le comité pour les arts plastiques a décidé que seuls les travaux d'artistes ayant terminé leur œuvre pourraient être inclus. Chaque membre du comité pouvait aussi sélectionner une œuvre qu'il appréciait particulièrement. De cette façon, le comité a tout d'abord choisi sept œuvres, après quoi cinq membres ont sélectionné une autre œuvre chacun. Le comité était présidé par Hein Heinsen, et composé de Hans Edvard Nørregård-Nielsen, Bente Scavenius, Bjørn Nørgaard et Sophia Kalkau.
| Œuvre                                                                                | Lieu                             | Date de création     | Artiste            | Image                                                                          |
| ------------------------------------------------------------------------------------ | -------------------------------- | -------------------- | ------------------ | ------------------------------------------------------------------------------ |
| Char solaire de Trundholm                                                            | Musée national du Danemark       | environ 1300 av. J-C | Inconnu            | Sun chariot                                                                    |
| The Resurrection                                                                     | Église d'Undløse                 | c. 1440              | Union Master       | Frescoes in Undløse Church                                                     |
| Autel Bordesholm                                                                     | Cathédrale de Schleswig          | Terminée en 1521     | Hans Brüggemann    | Autel Bordesholm                                                               |
| Statue équestre de Frédéric V                                                        | Amalienborg                      | Terminée en 1771     | Jacques Saly       | Statue of Frederik V                                                           |
| Jason à la Toison d'or                                                               | Musée Thorvaldsen                | Terminée en 1828     | Bertel Thorvaldsen | Jason with the Golden Fleece                                                   |
| A View through Three of the North-Western Arches of the Third Storey of the Coliseum | Statens Museum for Kunst         | 1813–1816            | C.W. Eckersberg    | View through three of the northwesterly arches in the Colosseum's third storey |
| Matin d'automne sur le lac Sortedam                                                  | Ny Carlsberg Glyptotek           | 1838                 | Christen Købke     | Autumn Morning on Lake Sortedam                                                |
| La danse de la poussière dans les rayons du soleil                                   | Ordrupgaard museum de Copenhague | 1900                 | Vilhelm Hammershøi | Dust Motes Dancing in the Sunbeams                                             |
| Jour d'été au fjord Roskilde                                                         | Randers Kunstmuseum              | 1900                 | L.A. Ring          | Summer Day by Roskilde Fjord                                                   |
| Le Grand Relief                                                                      | Musée J.F. Willumsen             | 1923–1928            | J.F. Willumsen     |                                                                                |
| Femme Debout                                                                         | Musée des beaux-arts de Göteborg | 1937–1943            | Astrid Noack       |                                                                                |
| Stalingrad                                                                           | Musée Jorn, Silkeborg            | 1957–1972            | Asger Jorn         |                                                                                |

## Design et technique
Le comité pour le design et la technique a décidé que la sélection serait limitée aux œuvres ayant une utilité réelle et qui se sont montrées appropriées au moment de leur création tout en restant reconnaissable aujourd'hui. Elles doivent également avoir une perspective internationale. Le comité était présidé par Merete Ahnfeldt-Mollerup, et composé d'Erik Magnussen, Astrid Krogh, Ursula Munch-Petersen et Louise Campbell.
| Œuvre                                                        | Créateur                                                      | Date de création                | Image                |
| ------------------------------------------------------------ | ------------------------------------------------------------- | ------------------------------- | -------------------- |
| Drakkar de Skuldelev 2                                       | Inconnu                                                       | environ 1042                    | Skuldelev 2          |
| Flora Danica (livre) et Flora Danica (service de porcelaine) | Georg Christian Oeder, Johann Christoph Bayer divers artistes | 1761–1883                       | Flora Danica         |
| Thorvald Bindesbøll : œuvres complètes                       | Thorvald Bindesbøll : œuvres complètes                        | 1846–1908                       | Thorvald Bindesbøll  |
| Knud V. Engelhardt : œuvres complètes                        | Knud V. Engelhardt : œuvres complètes                         | 1882–1931                       | Knud V. Engelhardt   |
| Marie Gudme Leth : œuvres complètes                          | Marie Gudme Leth : œuvres complètes                           | 1895–1997                       |                      |
| Lampe PH                                                     | Poul Henningsen                                               | 1925– toujours en développement | PH lamp shade system |
| Service à thé                                                | Gertrud Vasegaard, Bing & Grøndahl                            | 1956                            |                      |
| Eolienne de Gedser                                           | Johannes Juul                                                 | 1957                            |                      |
| Panton Chair                                                 | Verner Panton                                                 | 1960                            | Pantonstolen         |
| Chaise en polyuréthane                                       | Gunnar Aagaard Andersen                                       | 1964                            |                      |
| Roulette de Kevi (da)                                        | Jørgen Rasmussen (da)                                         | 1965                            | Kevi wheel castor    |
| Fiberline facade system                                      | Fiberline Composites et Schmidt hammer lassen                 | 2006                            |                      |

## Cinématographie
Dans sa sélection, le comité pour la cinématographie s'est concentré sur les films reflétant la vie au Danemark, avec des acteurs danois. Il inclut cependant le film Sult (La Faim) qui se déroule à Oslo et dont les acteurs sont Suédois. Le comité était présidé par Susanne Bier, et composé de Vinca Wiedemann, Tivi Magnusson, Ole Michelsen et Jacob Neiiendam.
| Œuvre                   | Créateur                                | Date de sortie | Illustration         |
| ----------------------- | --------------------------------------- | -------------- | -------------------- |
| Le Maître du logis      | Carl Th. Dreyer                         | 1925           | Dreyer av Mandelmann |
| Jour de colère          | Carl Th. Dreyer                         | 1943           |                      |
| Ditte, Fille de l'Homme | Bjarne Henning-Jensen                   | 1946           |                      |
| Jenny et le Soldat      | Johan Jacobsen                          | 1947           |                      |
| La Faim                 | Henning Carlsen                         | 1966           |                      |
| La Baignoire de Benny   | Jannik Hastrup et Flemming Quist Møller | 1971           |                      |
| Matador                 | Erik Balling                            | 1978–1982      |                      |
| L'Arbre du savoir       | Nils Malmros                            | 1981           |                      |
| Le Festin de Babette    | Gabriel Axel                            | 1987           |                      |
| Pelle le Conquérant     | Bille August                            | 1987           | August               |
| Festen                  | Thomas Vinterberg                       | 1998           | Vinterberg           |
| Les Idiots              | Lars von Trier                          | 1998           | Trier                |

## Littérature
Le comité pour la littérature a jugé important de choisir des œuvres dont la qualité a été confirmée avec le temps. Il a sélectionné des œuvres considérées comme ayant fait une contribution importante à la littérature danoise et à la culture danoise en général. Elles reflètent une approche originale et audacieuse des œuvres de valeur, et valent d'être préservées pour la postérité et de servir comme points de repère dans le monde moderne. Le comité était présidé par Finn Hauberg Mortensen, et composé d'Erik A. Nielsen, Mette Winge, Claes Kastholm Hansen et Jens Christian Grøndahl.
| Auteur                  | Œuvre                                               | Date de parution          | Illustration            |
| ----------------------- | --------------------------------------------------- | ------------------------- | ----------------------- |
| Leonora Christina       | Jammers Minde (littéralement Mémoires de la Misère) | 1673–1674, published 1869 | Leonora                 |
| Steen Steensen Blicher  | Le Recteur de Veilbye                               | 1829                      | Blicher                 |
| Hans Christian Andersen | La Petite Sirène                                    | 1837                      | Hans Christian Andersen |
| Søren Kierkegaard       | Ou bien... ou bien                                  | 1843                      | Kierkegaard             |
| Jens Peter Jacobsen     | Fru Marie Grubbe                                    | 1876                      | J.P. Jacobsen           |
| Herman Bang             | Ved Vejen                                           | 1886                      | Bang                    |
| Henrik Pontoppidan      | Lykke-Per                                           | 1898–1904                 | Pontoppidan             |
| Johannes V. Jensen      | La Chute du Roi                                     | 1900–1901                 | Jensen                  |
| Karen Blixen            | Contes d'hiver                                      | 1942                      |                         |
| Klaus Rifbjerg          | Og andre historier (Et Autres Histoires)            | 1964                      | Rifbjerg                |
| Inger Christensen       | Vallée des Papillons                                | 1991                      |                         |

La douzième œuvre est une Anthologie de paroles comprenant les vingt-quatre autres œuvres ci-dessous :
| Auteur                 | Œuvre                                                   | Date de parution | Illustration   |
| ---------------------- | ------------------------------------------------------- | ---------------- | -------------- |
| Chanson traditionnelle | Ebbe Skammelsøn                                         |                  |                |
| Chanson traditionnelle | Germand Gladensvend                                     |                  |                |
| Thomas Kingo           | Hver har sin Skæbne (Sorrig og Glæde...)                |                  | Kingo          |
| H. A. Brorson          | Den yndigste rose er funden                             | 1732             | Brorson        |
| Johs. Ewald            | Til Siælen. En Ode                                      | 1780             | Ewald          |
| Schack von Staffeldt   | Indvielsen                                              | 1804             | Staffeldt      |
| Adam Oehlenschläger    | Hakon Jarls Død eller Christendommens Indførsel i Norge | 1803             | Oehlenschläger |
| N. F. S. Grundtvig     | De Levendes Land                                        | Publié en 1883   | Grundtvig      |
| Christian Winther      | Rosa unica                                              | 1849             | Winther        |
| Emil Aarestrup         | Paa Sneen                                               | 1838             | Aarestrup      |
| Holger Drachmann       | Jeg hører i Natten den vuggende Lyd                     | 1877             | Drachmann      |
| Sophus Claussen        | Ekbatana                                                | 1896             | Claussen       |
| Jeppe Aakjær           | Aften                                                   | 1912             | Aakjær         |
| Thøger Larsen          | Den danske Sommer                                       | 1914             |                |
| Tom Kristensen         | Det er Knud, som er død                                 | 1936             |                |
| Jens August Schade     | Læren om staten                                         | 1928             | Schade         |
| Gustaf Munch-Petersen  | det underste land                                       | 1933             |                |
| Thorkild Bjørnvig      | Anubis                                                  | 1955             |                |
| Ole Sarvig             | Regnmaaleren                                            | 1943             |                |
| Morten Nielsen         | Øjeblik                                                 | 1945             |                |
| Frank Jæger            | Sidenius i Esbjerg                                      | 1959             |                |
| Ivan Malinowski        | Myggesang                                               | 1958             |                |
| Per Højholt            | Personen på toppen                                      | 1985             |                |
| Henrik Nordbrandt      | Violinbyggernes by                                      | 1985             |                |

## Musique
Le comité pour la musique, tout en tenant compte de l'étendue et de la diversité de la musique danoise, a voulu se concentrer sur des œuvres individuelles plutôt que sur l'œuvre d'un compositeur. Il a dressé deux listes : une pour la musique classique, l'autre pour la musique populaire, bien que les deux doivent être considérées comme un tout. Le comité était présidé par Per Erik Veng, et composé de Jørgen I. Jensen, Torben Bille, Inger Sørense and Henrik Marstal.

### Musique classique
| Compositeur/Auteur         | Œuvre                                                                                 | Date de création   | Illustration   |
| -------------------------- | ------------------------------------------------------------------------------------- | ------------------ | -------------- |
| F. L. Æ. Kunzen            | Holger Danske                                                                         | 1789               | Kunzen         |
| C. E. F. Weyse             | Otte Morgensange et Syv Aftensange                                                    | 1837 et 1838       | Weyse          |
| H. C. Lumbye               | Trois « galops » : Telegraph Galop, Champagne Galop et Copenhagen Steam Railway Galop | 1844, 1845 et 1847 | Lumbye         |
| Niels W. Gade              | Elverskud                                                                             | 1854               | Gade           |
| J. P. E. Hartmann          | Vølvens Spaadom                                                                       | 1872               | 75px\|Hartmann |
| Peter Heise                | Drot og marsk                                                                         | 1878               | Heise          |
| Carl Nielsen               | Maskarade                                                                             | 1906               | Nielsen        |
| Carl Nielsen               | Symphonie no 4 , dite « Inextinguible »                                               | 1916               |                |
| Rued Langgaard             | Antikrist                                                                             | 1923               | Langgaard      |
| Per Nørgård                | Symphonie no 3                                                                        | 1976               |                |
| Pelle Gudmundsen-Holmgreen | Symphony-Antiphony                                                                    | 1978               |                |

La douzième œuvre, intitulée Højskolesange (Folk High School Songs) est composée des douze chansons ci-dessous :
| Compositeur/Auteur                                                          | Œuvre                                    | Date de création                                           | Illustration    |
| --------------------------------------------------------------------------- | ---------------------------------------- | ---------------------------------------------------------- | --------------- |
| C. E. F. Weyse (1826), paroles : N. F. S. Grundtvig                         | Den signede dag med fryd vi ser          | 1826                                                       |                 |
| Chanson populaire, paroles réécrites par Svend Grundtvig                    | Det var en lørdag aften                  | 1849                                                       | Svend Grundtvig |
| Chanson populaire de la région de Mariager                                  | En yndig og frydefuld sommertid          | Publiée dans le Danske folkesange d'A.P. Berggreen en 1869 |                 |
| Musique : Carl Nielsen, paroles : Ludvig Holstein                           | Vi sletternes sønner                     | Musique 1906, paroles 1903                                 |                 |
| Musique : Carl Nielsen, paroles : Jeppe Aakjær                              | Jens Vejmand                             | Musique 1907, paroles 1905                                 |                 |
| Musique : Thomas Laub, paroles : St.St. Blicher                             | «Det er hvidt herude»                    | Musique 1914, paroles 1838                                 |                 |
| Musique : Oluf Ring, paroles : Thøger Larsen                                | Danmark, nu blunder den lyse nat         | Musique 1922, paroles 1914                                 |                 |
| Musique : Poul Schierbeck, paroles : Hans Christian Andersen                | I Danmark er jeg født                    | Music 1926, paroles 1850                                   |                 |
| Musique : Thorvald Aagaard, paroles : Laurits Christian Nielsen             | Jeg ser de bøgelyse øer                  | Musique 1931, paroles 1901                                 |                 |
| Musique : Otto Mortensen, paroles : Helge Rode                              | Du gav os de blomster, som lyste imod os | Musique 1939, paroles 1921                                 |                 |
| Musique : Otto Mortensen, paroles : Alex Garff                              | Septembers himmel er så blå              | Musique et paroles 1949                                    |                 |
| Musique : Peter Erasmus Lange-Müller/Shu-Bi-Dua, paroles : Holger Drachmann | Vi elsker vort land                      | Musique 1887 et 1980, paroles 1885                         |                 |

### Musique populaire
| Compositeur/Auteur              | Œuvre | Date de création | Illustration |
| ------------------------------- | --- | ---------------- | ------------ |
| Kai Normann Andersen            | Une sélection de douze chansons : Musens sang, Den allersidste dans, Pige træd varsomt, Å hvor jeg, ih, hvor jeg, uh hvor jeg vil, I dit korte liv, Man binder os på mund og hånd, Alle går rundt og forelsker sig, Gå ud og gå en tur, Glemmer du, Titte til hinanden, Drømmeland et Gå med i lunden | 1925–1959        |              |
| Dansk Guldalderjazz             | Dansk Guldalderjazz Vol. 1–4 | 1940–1949        |              |
| The Savage Rose                 | The Savage Rose | 1968             |              |
| Kim Larsen                      | Værsgo | 1973             | Kim Larsen   |
| Benny Andersen et Povl Dissing  | Svantes Viser | 1973             | Dissing      |
| Gasolin'                        | Live sådan | 1976             |              |
| Kliché                          | Supertanker | 1980             |              |
| C.V. Jørgensen                  | Tidens Tern | 1980             | Jørgensen    |
| Sebastian                       | Stjerne til støv | 1981             | Sebastian    |
| Palle Mikkelborg et Miles Davis | Aura | 1984/1985        |              |
| tv·2                            | Nærmest lykkelig | 1988             |              |

La douzième œuvre, Evergreens, est une anthologie composée des œuvres suivantes :
| Compositeur/Auteur                          | Œuvre                                                                      | Date de création                                                | Illustration |
| ------------------------------------------- | -------------------------------------------------------------------------- | --------------------------------------------------------------- | ------------ |
| Sven Gyldmark/Poeten                        | Solitudevej – chantée par Elga Olga Svendsen.                              | De Cirkusrevyen 1953                                            |              |
| Sven Gyldmark et Erik Leth                  | Er du dus med himlens fugle – chantée par Poul Reichhardt.                 | Du film Vagabonderne på Bakkegården 1958                        |              |
| Vidar Sandbeck et Peter Mynte – single      | Heksedans (her kommer mutter med kost og spand) – sung by Raquel Rastenni. | 1960                                                            |              |
| Bjarne Hoyer et Ida From                    | To lys på et bord – sung by Otto Brandenburg                               | Du Dansk Melodi Grand Prix, 1960                                |              |
| Otto Helge Francker et Sejr Volmer-Sørensen | Dansevise – chantée par Grethe Ingmann et Jørgen Ingmann.                  | Du Dansk Melodi Grand Prix, 1963                                |              |
| Bent Fabricius-Bjerre et Klaus Rifbjerg     | Duerne flyver – chantée par Cæsar.                                         | Du film Jeg er sgu min egen, 1967                               |              |
| John Mogensen                               | Så længe jeg lever – chantée par John Mogensen.                            | Single 1970, également sur l'album de John Mogensen: John, 1973 |              |
| Anne Linnet                                 | Smuk og dejlig – chantée par Shit & Chanel.                                | De l'album Shit & Chanel, 1975                                  | Linnet       |
| Peter A. G. Nielsen/Gnags                   | Under Bøgen – chantée par Gnags.                                           | De l'album Er du hjemme i aften, 1977                           | Nielsen      |
| Shu-bi-dua                                  | Danmark – chantée par Shu-bi-dua.                                          | De Shu-bi-dua 78'eren, 1978                                     |              |
| Frans Bak & Per Nielsen                     | Danse i måneskin – chantée par Trine Dyrholm & Moonlighters.               | From Dansk Melodi Grand Prix, 1987                              |              |
| Lars Lilholt                                | Kald det kærlighed – chantée par Lars Lilholt Band.                        | De Lars Lilholt Band: Portland, 1986                            | Lilholt      |

## Spectacle vivant
Le comité pour le spectacle vivant a basé sa sélection sur des œuvres d'une créativité unique représentant quelque chose de nouveau pour leur temps tout en restant d'actualité. Le comité était présidé par Flemming Enevold, et composé de Karen-Maria Bille, Jokum Rohde, Sonja Richter et Erik Aschengreen.
| Créateur                                           | Œuvre | Date de création         | Illustration   |
| -------------------------------------------------- | --- | ------------------------ | -------------- |
| Ludvig Holberg                                     | Jeppe på Bjerget | 1722                     | Holberg        |
| Adam Oehlenschläger                                | Aladdin | 1805                     | Oehlenschläger |
| Auguste Bournonville et Herman Severin Løvenskiold | La Sylphide | 1836                     | Bournonville   |
| Henri Nathansen                                    | Indenfor Murene (A l'intérieur des Murs) | 1912                     | Nathansen      |
| Kaj Munk                                           | Ordet (Le Mot') | 1932                     | Munk           |
| Kjeld Abell                                        | Anna Sophie Hedvig | 1939                     |                |
| Quatre numéros de revues:                          | Man binder os på mund og hånd (Liva Weel, 1940), Skolekammerater (Kellerdirk, 1956), Brevet til Bulganin (Osvald Helmuth, 1957), Fingernummeret (Dirch Passer, 1974) | 1940, 1956, 1957 et 1974 |                |
| Harald Lander et Knudåge Riisager                  | Etudes | 1948                     |                |
| Flemming Flindt et Georges Delerue                 | Enetime | 1963                     |                |
| Solvognen                                          | Julemandshæren | 1974                     |                |
| Sort Sol                                           | Sort Sol live, Carlton og Wurst | 1986–1987                |                |
| Jess Ørnsbo                                        | Majonæse | 1988                     |                |

## Canon des enfants
Le comité s'est formé spontanément sur la base des travaux des autres comités. Ce n'est donc pas une sélection indépendante, mais une liste basée sur les suggestions émanant des autres domaines.
| Créateur                           | Œuvre                       | Date de création | Illustration |
| ---------------------------------- | --------------------------- | ---------------- | ------------ |
| C.Th. Sørensen                     | Children's building site    | 1931             |              |
| Gunnar Nyborg-Jensen (ed.)         | De små synger               | 1948             |              |
| Astrid Henning-Jensen              | Palle alene i Verden (Film) | 1949             |              |
| Carl Barks                         | The Golden Helmet           | 1954             | Barks        |
| Nanna Ditzel                       | High chair                  | 1955             |              |
| Godtfred Kirk Christiansen         | Lego brick                  | 1958             | Lego bricks  |
| Cecil Bødker                       | Silas og den sorte hoppe    | 1967             |              |
| Halfdan Rasmussen & Ib Spang Olsen | Halfdans ABC                | 1967             |              |
| Katrine Hauch-Fausbøll             | Kaj & Andrea                | 1971 ff.         |              |
| Anne Linnet                        | Go' sønda' morn'            | 1980             | Linnet       |
| Søren Kragh-Jacobsen               | Gummi-Tarzan (Film)         | 1981             |              |
| Steen Koerner                      | Nøddeknækkeren              | 2003             |              |

## Impact
D'après la presse, le canon n'a eu qu'un impact limité et s'est montré inefficace dans son objectif affiché d'améliorer l'intégration des communautés immigrées au Danemark. Berlingske admet néanmoins que le canon restera la marque qu'un gouvernement non socialiste a osé « simplement affirmer que certaines œuvres valent mieux que d'autres » et assurer que « ce pays peut très bien être une société moderne dans un monde globalisé, mais que cela ne veut pas dire que nous n'avons aucun mérite en tant que nation ou aucun droit d'en être fiers ». Erik A. Nielsen, un membre du comité pour la littérature, n'est pas surpris que le canon littéraire ait eu un effet si limité, face au « tsunami d'intérêts culturels internationaux et fortement commerciaux ». Il remarque que la seule raison pour laquelle ses étudiants s'intéressent à la culture danoise est qu'« ils ont des examens à passer dessus. S'ils sont libres de choisir leurs produits culturels eux-mêmes, ils préfèrent des films, du rock et tout un ensemble de choses qui est essentiellement d'origine anglaise ou américaine ».